# Liste der Münsteraner Dompröpste
Die Dompröpste in Münster standen an der Spitze der Dignitäre des Domkapitels Münster zur Zeit des Heiligen Römischen Reiches. Im 14. Jahrhundert wurden sie weitgehend entmachtet, auch wenn sie ihren Rang behielten. Die Führungsrolle im Domkapitel übernahmen die Domdechanten. 
| Bild/Wappen | Name                                               | Geschlecht                | Lebensdaten       | Amtsdauer | Bemerkungen |
| ----------- | -------------------------------------------------- | ------------------------- | ----------------- | --------- | --- |
|             | Reginbertus                                        |                           |                   | 809–814   | |
|             | Hardrat                                            |                           |                   | 889       | |
|             | Odo                                                |                           |                   | 1022–1032 | |
|             | Arnold                                             |                           |                   | 1042–1063 | |
|             | Erpho                                              |                           |                   | bis 1085  | Möglicherweise Bruder des Bischofs Hermann von Bamberg und selbst seit 1085 Bischof von Münster |
|             | Ludolf                                             |                           |                   | 1085–1092 | |
|             | Bruno von Berg                                     | Grafen von Berg           |                   | 1125–1131 | Er hatte auch in anderen Stiften Präbenden und war später Erzbischof von Köln. Als Propst in Münster ist er nur in einer Urkunde erwähnt. |
|             | Heinrich                                           |                           |                   | 1134–1154 | Zu seiner Zeit begann die Trennung der Dompropstei vom Domkapitel |
|             | Rainald von Dassel                                 | Grafen von Dassel         |                   | 1154–1167 | Friedrich I. ernannte ihn 1156 in Münster zum Reichskanzler. Er wurde 1159 Erzbischof von Köln |
|             | Hugo                                               |                           |                   | 1167–1168 | Er wurde 1167 Bischof von Verden |
|             | Bernhard von Steinfurt                             | Herren von Steinfurt      |                   | 1168–1193 | Er hat zusammen mit seinem Bruder Ludolf die Johanniterkommende Steinfurt gegründet. |
|             | Hermann                                            |                           |                   | 1192–1206 | Er war ein naher Verwandter von Bischof Hermann II. von Katzenelnbogen |
|             | Rembold                                            | Edelherren von Grafschaft |                   | 1206–1238 | Er gehörte möglicherweise der Familie der Edelherren von Grafschaft an. Er war zuvor Domkantor. Er war später verschiedentlich im päpstlichen Auftrag unterwegs und ist durch zahlreiche Urkunden bezeugt. Er hat einen Teil der Naturalgefälle in Geldzahlungen an die Domherren verwandelt. Er hat vor seinem Tod das Amt niedergelegt, den Titel aber weitergeführt. Von ihm ist ein Siegel mit seinem Bild erhalten. |
|             | Wilhelm von Holte (I.)                             | Edelherren von Holte      |                   | 1238–1239 | Er war Bruder des Bischofs Ludolf von Holte. Als Domherr 1196 erstmals erwähnt. In Osnabrück war er seit 1227 Dompropst. Möglicherweise war er auch Domdechant in Hildesheim. Auch ist es möglich, dass er am Kreuzzug nach Damiette teilgenommen hatte. |
|             | Wilhelm von Holte (II.)                            | Edelherren von Holte      |                   | 1241–1259 | Er war Bruder des Bischofs Wigbold von Holte. Zur Unterscheidung von seinem Vorgänger wurde er als Wilhelmus secundus bezeichnet. Als Bischof wurde er als Wilhelm I. gezählt. Er war Vizedominus und Domthesaurar. Er war auch Propst von St. Mauritz. Im Jahr 1257 schloss er mit der Stadt Münster ein Bündnis. Er wurde 1259 zum Bischof gewählt. |
|             | Gerhard von der Mark                               | Grafen von der Mark       |                   | 1260–1262 | Er hatte auch eine Präbende in Maastricht und wurde zum Bischof von Münster gewählt |
|             | Hermann von Didinghoven                            |                           |                   | 1262–1263 | Er war zuvor Domscholaster, Domdechant und Propst am Alten Dom |
|             | Widekind von Waldeck                               | Grafen von Waldeck        |                   | 1263–1265 | Er war um 1256 Propst von Fritzlar und war später Bischof in Osnabrück |
|             | Walram von Kessel                                  | Grafen von Kessel         |                   | 1265–1295 | Wegen der strittigen Bischofswahl wählte er und das Domkapitel Otto von Tecklenburg zum Stiftsverweser. Er war auch Propst in Beckum und hatte ein Kanonikat in St. Gereon in Köln inne. Als überlebender Erbe der Grafschaft Kessel resignierte er und heiratete. |
|             | Engelbert von Tecklenburg                          | Grafen von Tecklenburg    |                   | 1296–1301 | |
|             | Wikbold von Lohn                                   | Edelherren von Lohn       | † 1312            | 1307–1310 | Er gehörte als Domherr zu den Gegnern des Bischofs Otto III. von Rietberg, der das Domkapitel aufforderte gegen ihn mit Suspension und Exkommunikation vorzugehen. Später trat Wikbold als Zeuge gegen den Bischof auf. Nach der Absetzung des Bischofs wurde er Dompropst. Das Amt war zuvor mehrere Jahre umbesetzt. Er gehörte seit 1309 dem von Konrad von Berg eingesetzten Rat an, der die Regierung im Hochstift Münster führte. Papst Clemens V. annullierte die Wahl des Bischofs Konrad und kritisierte das Verhalten von Wikbold. Dieser hatte aus nicht bekannten Gründen resigniert und hatte geheiratet. |
|             | Johannes Luf von Kleve gen. von Kervenheim         | Edelherren Luf von Kleve  |                   | 1310–1313 | Er verlor bei Streitigkeiten mit Heinrich II. von Korff über Ansprüche gegen das Domkapitel sein Leben |
|             | Alexander von Lüdinghausen                         |                           | † 1314            | 1313–1314 | Er war Pfarrer in Lüdinghausen und Propst von St. Mauritz. |
|             | Gottfried von Arnsberg                             | Grafen von Arnsberg       |                   | 1315–1321 | Er wurde 1321 Bischof von Osnabrück. Sein Siegel als Propst, das ihn in kniender Gestalt zeigt ist erhalten |
|             | Konrad von der Mark                                | Grafen von der Mark       |                   | 1321–1326 | Er war zuvor Propst von St. Martini in Worms, Domherr in Köln und möglicherweise auch Kanoniker an St. Gereon. Er resignierte und heiratete Elisabeth von Cleve. Er stiftete das Kloster Clarenberg und trat in den Minoritenorden ein |
|             | Siegfried Luf von Kleve gen. von Kervenheim        | Edelherren Luf von Kleve  | † 1340 oder 1342  | 1327–1337 | Er folgte seinem Bruder Johann als Propst von St. Ludgeri und Beckum. er war wohl auch Kanoniker in Xanten. Als Bischof Ludwig von Hessen 1322 in Gefangenschaft geraten war, wurde er Stiftsverweser. Er dürfte vor seinem Tod resigniert haben |
|             | Everhard von der Mark                              | Grafen von der Mark       | † 1359            | 1339–1347 | Er war Domkanoniker in Lüttich und Domkantor in Köln. Er resignierte und heiratete Maria Gräfin von Lohn |
|             | Dietrich von Waldeck                               | Grafen von Waldeck        | † um 1316, 1355   | 1348–1353 | Er studierte in Orléans kanonisches Recht, hatte Dompräbenden in Köln und Münster, resignierte diese 1346, wurde aber im selben Jahr vom Papst providiert. Neu war eine Domherrenstelle in Mainz. |
|             | Everhard von Vechtorp                              |                           | † um 1391         | 1353–1356 | Er war auch Propst am Alten Dom und Pfarrer von Groenlo. Wegen Ungehorsam gegen Bischof Ludwig wurde er exkommuniziert und suspendiert. Er hat sein Domkanonikat offenbar behalten. |
|             | Otto von Bentheim                                  | Grafen von Bentheim       | † 1366            | 1356–1359 | Er war seit 1338 Dompropst in Paderborn. Wegen des gleichzeitigen Besitzes der Dompropststellen in Paderborn und Münster wurde er vom Papst Innozenz VI. zur Resignation aufgefordert. Dies ist jedoch nicht sofort erfolgt. |
|             | Christian von Bentheim                             | Grafen von Bentheim       | † um 1418         | 1361      | Er war Bruder seines Vorgängers. Er war Domkanoniker in Köln. Zum ersten Mal 1361 Dompropst gab er diese Stelle im Tausch gegen den Altar der Jungfrau Maria in Schüttdorf wieder ab. Seit 1365 war er wieder Dompropst. Er hat sein Amt offenbar nur mit wenig Eifer betrieben. Das Ende seiner Amtszeit und die Umstände sind unklar. Möglicherweise hat er resigniert oder er wurde suspendiert. Als Domherr wurde er noch 1384 erwähnt und lebte noch 1417. Er hinterließ einen Sohn. |
|             | Bernhard von Bentheim                              | Grafen von Bentheim       | † 1421            | 1361–1365 | Er war Bruder seiner beiden Vorgänger. Er tauschte einen Altar mit seinem Bruder und erhielt dafür die Dompropstei. Er resignierte 1365 und übernahm die Herrschaft in der Grafschaft Bentheim. Er war zweimal verheiratet, blieb aber kinderlos und war der letzte Graf aus der Linie Bentheim-Holland. |
|             | Christian von Bentheim                             | Grafen von Bentheim       | † um 1418         | 1365–1367 | siehe oben |
|             | Heinrich von Solms                                 | Solms                     | † 1407            | 1373–1374 | Er war zunächst Dechant in Nottuln. Er war wohl nur bis 1374 Propst. Im Jahr 1376 wurde er von einer Exkommunikation gelöst. Später war er Propst von St. Mauritz. Er hinterließ eine uneheliche Tochter. |
|             | Heidenreich Wolf von Lüdinghausen                  | Wolf von Lüdinghausen     | † um 1392         | 1379–1381 | Er stammte aus einer Ministerialenfamilie. Er war zunächst Pastor in Herzfeld, Domherr in Münster und Kanoniker in Soest. Im Jahr 1376 war er Domscholaster. Als Dompropst erneuerte er zusammen mit dem Domkapitel das Bündnis mit dem Erzstift Köln. Er hoffte auch auf die erzbischöfliche Unterstützung für die Wahl zum Bischof von Münster. Er folgte 1381/82 dem abgesetzten Florenz von Wevelinghofen nach. |
|             | Konrad von Velen                                   | Velen                     |                   | 1380      | Seine päpstliche Provision scheint nicht wirksam geworden zu sein. |
|             | Wilhelm Freseken                                   | Freseken                  | † 1401            | 1381–1390 | Er war Propst im Stift Meschede, Kanoniker in Soest, Propst zu St. Aposteln in Köln. Er erhielt von Erzbischof Friedrich III. von Saarwerden das Gut Wildshausen. Als Dompropst war er einer der Schlicher in einem Streit zwischen Erzbischof Friedrich und Graf Engelbert von der Mark. Er schenkte dem Kloster Oelinghausen ein Haus. Er wurde von Bischof und Domkapitel mit der Verteidigung der Rechte des Kapitels gegen alle Feinde beauftragt, sah sich aber nicht in der Lage diese Aufgabe zu erfüllen und resignierte. er blieb Propst von St. Aposteln. |
|             | Otto von Hoya                                      | Grafen von Hoya           | † 1424            | 1390–1392 | Er war Bruder des Paderborner Bischofs Johann von Hoya. Er selbst wurde 1392 Bischof von Münster und erweiterte das Territorium des Hochstifts Münster beträchtlich. Im Jahr 1410 wurde er auch Bischof von Osnabrück |
|             | Engelbert von Nassau-Dillenburg                    | Nassau-Dillenburg         | † 1442            | 1399–1404 | Er resignierte zu Gunsten seines Bruders Johann, heiratete und begründete die Linie Nassau-Breda |
|             | Johann von Nassau-Dillenburg                       | Nassau-Dillenburg         | † 1429/30         | 1404–1421 | Er war Bruder des Vorgängers. Er war auch Inhaber des Archidiakonats Brabant. Mit päpstlicher Erlaubnis behielt es dies Amt auch als Dompropst bei. Er war auch Domherr in Köln. Die Dompropstei resignierte er 1421 |
|             | Heinrich von Nassau-Beilstein                      | Nassau-Beilstein          | † 1477            | 1421–1429 | Er hatte studiert und den Grad eines Magisters erworben. Er resignierte die Dompropstei, um ein Domkanonikat in Mainz anzunehmen, wo er 1433–1475 Dompropst war. Er hatte auch eine Domherrenstelle in Köln inne, war Propst von St. Cassius in Bonn und Kölnischer Rat. |
|             | Dietrich Droste zu Vischering gen. Manenschyn      | Droste zu Vischering      | † 1465 (?)        | 1429–1462 | Er wurde als Domherr erstmals 1418 genannt und war Pfarrer in Havixbeck. Als Dompropst stimmte er dem verschärften Kapitelstatut von 1435 zu, das die Macht des Propstes weiter einschränkte. Damit wurde ein Streit mit dem Domdechanten und dem Kapitel beigelegt. Er erklärte 1446 die Union des Domkapitels und trug 1447 zur Aussöhnung des Kapitels mit dem Hochstift bei. Während der Münsterschen Stiftsfehde nahm er eine zwiespältige Position ein. Spätestens 1462 resignierte er die Dompropstei blieb aber Domherr. |
|             | Johann von Bronckhorst-Batenburg                   | Bronkhorst                | † um 1505         | 1462–1505 | Seine Zeit vor Übernahme der Dompropstei ist unbekannt. Er war auch Propst von St. Mauritz. In der letzten Zeit scheint er sich kaum in Münster aufgehalten zu haben und war zeitweise in Rom. |
|             | Philipp von Hoerde                                 | Hoerde                    | * um 1450; † 1510 | 1505–1510 | Er war verheiratet und hatte eine Reihe von Kindern. Er hatte zunächst eine Reihe weltlicher Ämter inne. Er war Landdrost des Hochstifts Paderborn, fürstlicher paderborner Rat und Landdrost des kurkölnischen Herzogtums Westfalen. Er war sehr gläubig und Mitglied zahlreicher Bruderschaften, machte Stiftungen für Klöster und unternahm eine Wallfahrt ins heilige Land. Nach dem Tod seiner Frau trat er in den geistlichen Stand ein, wurde Domherr in Münster und Dompropst. |
|             | Bernhard von Sachsen-Lauenburg                     | Sachsen-Lauenburg         | † 1523            | 1510–1523 | Er war Domherr in Köln. Nach seiner Wahl zum Dompropst war er in Münster nur selten. Er war auch Rektor der Pfarrkirche in Senden. |
|             | Alexander Morrien                                  | Morrien                   | † 1552            | 1524–1552 | Er war 1514 bereits Domherr und später Vizedominus. Beim Überfall der Täufer auf Telgte konnte er fliehen. Er wird häufig urkundlich erwähnt und tat sich als Stifter für die Franziskaner, Armenhäuser und das Gymnasium Paulinum hervor. Er hatte zwei Söhne |
|             | Wilhelm Ketteler                                   | Ketteler                  | † 1582            | 1552–1553 | Er studierte in Bologna. Nach der Wahl zum Dompropst war er auch Münsterscher und Kleve-Jülischer Rat. Er unterzeichnete das Kapitelstatut über Wahlen und die Vergabe von Ämtern im Domkapitel. Er wurde zum Bischof gewählt, wollte aber wegen seiner protestantischen Neigungen dem Papst nicht den Treueeid leisten. Er gab sein Bischofsamt 1557 auf. Er war 1566 bischöflicher Bevollmächtigter beim Reichstag in Augsburg. |
|             | Bernhard von Münster                               | Münster                   | * um 1500; † 1557 | 1553–1557 | Als Domherr wurde er erstmals 1522 genannt. Seit 1546 war er Besitzer des Amtes Scholving. Er war Befehlshaber des Hauses Lüdinghausen und hatte einen Sohn. |
|             | Arnold de Bever                                    |                           |                   | 1557      | Er war anfangs Priester in Neuenhaus und war seit 1537 Domherr. Er studierte bereits als Domherr in Marburg und Bologna. Im Jahr 1553 wurde er Domscholaster. Nach seiner Wahl zum Dompropst hat ihm das Domkapiteö Haus und Amt Lüdinghausen übertragen. |
|             | Bernhard Morrien                                   | Morrien                   | † 1581            | 1558–1569 | Im Jahr 1552 wurde er als Domherr und Student in Heidelberg erwähnt. Seit 1555 war er Archidiakon von Stadtlohn. Er reiste 1557 zum Reichstag nach Regensburg. Nach seiner Resignation als Dompropst wurde er unter anderem Archidiakon von Altlünen. |
|             | Raban von Hörde                                    | Hoerde                    | † 1575            | 1569–1575 | Er war seit 1554 Domkanoniker in Münster. Daneben war er auch Domherr in Paderborn, wo er Domscholaster wurde. In Münster war er seit 1558 Vizedominus und seit 1565 Archidiakon in Bork. Er hatte mehrere Kinder. |
|             | Goswin von Raesfeld                                | Raesfeld                  | † 1586            | 1575–1586 | Er war seit 1555 Besitzer einer Dompräbende, studierte in Bologna und erhielt 1569 das Archidiakonat Stadtlohn. Seit 1574 gehörte er der Regierung des Hochstifts Münster an. Er übernahm nur mit Bedenken die Dompropstei. Durch verschiedene Inkorporationen wurde das Einkommen aus der Dompropstei verbessert. Er gehörte der protestantischen Partei im Domkapitel an. Sein Epitaph wurde von Hans Lacke aus Lüdinghausen geschaffen. |
|             | Lukas Nagel                                        | Nagel                     | † 1611            | 1587–1611 | Er war seit 1569 Domherr und gehörte 1577 der protestantischen Partei der Junioren im Domkapitel an. Er war unter anderem Archidiakon von Stadtlohn. Entgegen seinen Bitten wurde er zum Dompropst gewählt. Er lebte in einem Konkubinat und hatte vier Kinder. |
|             | Ferdinand von Bayern                               | Wittelsbach               | * 1577, † 1650    | 1611–1612 | Er war seit 1609 Domherr. Die Wahl zum Propst war mit Rücksicht auf seine Position als Koadjutor von Ernst von Bayern schwierig und blieb in der Schwebe bis 1612 Bischof Ernst verstarb. Daraufhin konnte Ferdinand auf die Propstei verzichten und wurde zum Bischof gewählt |
|             | Otto von Dorgelo                                   | Dorgelo                   | *1565; † 1625     | 1612–1625 | Er war Domherr in Osnabrück und seit 1590 in Münster. Er hatte am Collegium Germanicum in Rom sechs Jahre studiert. Er stiftete 1600 eine Bischofsstatue im Dom. Er visitierte Kloster Marienfeld und andere Zisterzienserklöster im Bistum. Er war wohl zum Priester geweiht. Bei seiner Wahl zum Dompropst stimmten von achtzehn Wählern nur sieben für ihn. Obwohl die Wahl ungültig war, wollte man eine neue Wahl vermeiden, um so Probleme mit dem Papst aus dem Weg zu gehen. Man einigte sich danach einvernehmlich auf Dorgelo. Der Kurfürst von Trier Lothar von Metternich hatte inzwischen beim Papst um eine Provision zu Gunsten eines Verwandten nachgesucht. Dagegen protestierte das Domkapitel, weil die Wahl des Propstes durch das Kapitel bisher unstrittig und eine Provision daher unzulässig sei. Metternich war bereit den Prozess vorläufig ruhen zu lassen. |
|             | Adolf Heinrich Droste zu Vischering                | Droste zu Vischering      | † 1650            | 1625–1650 | Er war seit 1612 Domherr. Er war 1619 zusammen mit Kurfürst Ferdinand von Bayern beim Reichstag in Regensburg. Im Jahr 1621 wurde er Domscholaster. Seine Wahl zum Dompropst fand zunächst nicht statt, weil es Uneinigkeit über die Kosten für die päpstliche Bestätigung gab. Urban VIII. sprach einige Zeit später eine Provision zu seinen Gunsten aus. Das Kapitel war damit einverstanden, weil der Papst grundsätzlich das Prinzip der freien Propstwahl anerkannt hatte. Er war auch Kanoniker in Osnabrück und Paderborn. Er wurde 1639 zum Diakon und Priester geweiht. |
|             | Otto Heinrich Korff gen. Schmising                 | Korff                     | † 1664            | 1650–1664 | Er war Domherr in Hildesheim und Münster, später auch Domkantor in Osnabrück. Als Dompropst war er insbesondere an der Wahl von Christoph Bernhard von Galen zum Bischof beteiligt. Auch später war er einer der Unterstützer von Galens. |
|             | Wilhelm Freiherr von Fürstenberg                   | Fürstenberg               | *1624; † 1699     | 1664–1699 | Er war Domherr in Münster, Domicellar und Domkanoniker in Trier, er studierte in Köln und Paris. Er war münsterscher Geheimer Rat und 1651 Gesandter beim Reichstag in Regensburg. Seit 1661 war er päpstlicher Geheimkämmerer und lebte zeitweise in Rom. Er erhielt eine Reihe weiterer Präbenden in verschiedenen Bistümern. In Salzburg war er auch geheimer Rat. Als er in Münster zum Dompropst gewählt worden war, wollte den Posten nicht antreten, ließ sich aber von seinem Bruder dem Paderborner Bischof Ferdinand von Fürstenberg dazu überreden. Aus Rom meldete er die Annahme der Wahl. Wegen seiner Verdienste beschloss das Domkapitel von einer Residenzpflicht abzusehen. Von Rom wechselte er seinen Lebensmittelpunkt nach Salzburg, wo er Domdechant und zum Priester geweiht wurde.                                                                            |
|             | Dietrich Anton von Velen                           | Velen                     | *1647; † 1700     | 1699–1700 | Er war Domkanoniker in Münster und studierte in Paris. Er wurde Vizedominus, war geheimer Rat und Diplomat. Bei seiner Wahl gab es Streit mit dem Papst, weil dieser jemand anderen providiert hatte. Vor Beilegung des Konflikts starb von Velen und erhielt einen großen Epitaph im Dom. |
|             | Ferdinand Freiherr von Plettenberg                 | Plettenberg               | *1650, † 1712     | 1700–1712 | Er studierte in Rom, war Domherr in Münster und Paderborn. Dort wurde er zum Priester geweiht und zum Domdechanten gewählt. Er hatte auch Domherrenstellen in Mainz und Hildesheim inne. Als Dompropst kandidierte er zunächst 1706 selbst für das Bischofsamt, unterstützte dann aber Franz Arnold von Wolff-Metternich zur Gracht. Er war als Diplomat an verschiedenen europäischen Höfen darunter auch in Wien und Versailles tätig. |
|             | Wilhelm Hermann Ignatz Wolff-Metternich zur Gracht | Wolff-Metternich          | *1665; † 1722     | 1712–1722 | Er war ein Halbbruder von Bischof Franz Arnold. Er studierte in Siena und erhielt eine Domherrenstelle in Münster. Er hatte auch Stellen in Paderborn, Speyer und Hildesheim. Nach seiner Wahl zum Dompropst wurde er auch geheimer Rat und Regierungspräsident. In Paderborn wurde er Domdechant. Nach dem Tod des Bischofs war er dort Administrator. Seit 1720 war er Weihbischof. |
|             | Georg Wilhelm Wolff von Gudenberg                  | Wolff von Gudenberg       | † 1726            | 1722–1726 | Er studierte in Rom, wurde Domherr in Speyer und dann in Osnabrück und Münster. Nach der Wahl zum Dompropst war er auch Präsident der Hofkammer. |
|             | Jobst Matthias von Twickel                         | Twickel                   | 1681, 1729        | 1726–1729 | Er studierte in Angers und später in Siena, war Domherr in Speyer und Münster, später auch in Hildesheim. Er war 1707/08 als Gesandter in Wien und wurde 1712 zum Priester geweiht. Er war seit 1717 Propst am Alten Dom. Gegen seine Wahl zum Dompropst beschwerte sich Freiherr von Merveldt in Rom. Nach seiner Wahl war er auch Geheimer Rat und Kriegsrat. |
|             | Freiherr Karl Franz von Wachtendonck               | Wachtendonk               | *1668; † 1731     | 1729–1731 | Er studierte in Angers, war Domherr in Münster und Osnabrück. Er kandidierte in Osnabrück vergeblich für das Bischofsamt und unterstützte in Münster ebenfalls ohne Erfolg Karl von Lothringen. In Münster und Osnabrück wurde er Domscholaster. Er war in Münster auch weltlicher Hofrichter. |
|             | Friedrich Christian Heinrich von Plettenberg       | Plettenberg               | 1682, 1752        | 1732–1752 | Er war Domherr in Münster und Paderborn, war münsterscher Oberjägermeister, Vizedominus des Domstifts, sowie geheimer Land- und Kriegsrat. Er war Propst am Alten Dom und Domscholaster. Nach seiner Wahl zum Dompropst war er auch Präsident der münsterschen Regierung und Generalkommissar der Hofkammer. |
|             | August Wilhelm von Wolff-Metternich                | Wolff-Metternich          | *1705; † 1764     | 1753–1764 | Er studierte in Rom und wurde Domherr in Paderborn. Er war Günstling von Clemens August von Bayern. Durch diesen erlangte er auch eine Domherrenstelle in Osnabrück und wurde Domküster. Vom Papst erhielt er eine Domherrenstelle in Münster. Nach seiner Wahl zum Dompropst verlor er 1755 die Gunst des Kurfürsten. Er verlor alle seine Ämter am Hof in Bonn und musste die Stadt verlassen. |
|             | Friedrich Wilhelm Nikolaus Anton von Boeselager    | Boeselager                | *1713; † 1782     | 1764–1782 | Er war Domherr in Münster und bewarb sich 1761 vergeblich bei der Bischofswahl. Nach der Wahl zum Dompropst war er auch Präsident des geheimen Rates. |
|             | Clemens August von Ketteler                        | Ketteler                  | *1720; † 1800     | 1782–1800 | Er war Domizellar in Worms, Domherr in Münster und Osnabrück. In Münster war er auch Propst am Alten Dom, geheimer Rat, seit 1766 Oberwerkmeister am Dom und 1780 Domküster. Nach seiner Wahl zum Dompropst wurde er auch Präsident des geheimen Rates. |
|             | Engelbert Anton von Wrede                          | Wrede                     | *1742; † 1808     | 1800–1808 | Er war Domherr in Münster und Hildesheim. In Münster wurde er Domküster und in Hildesheim Domscholaster. Er war auch münsterscher Geheimer Rat. Nach seiner Wahl zum Dompropst wurde er auch Präsident des geheimen Rates. |
|             | Heinrich Johannes Franz von Droste zu Hülshoff     | Droste zu Hülshoff        | *1768; † 1836     | 1808–1836 | Er war Domherr in Münster und Osnabrück, der letzte Dompropst, der dem Adel entstammte und ein Onkel der Dichterin Annette von Droste-Hülshoff |